# Мезенцев, Руслан Владимирович
Русла́н Влади́мирович Ме́зенцев (род. 24 июня 1981 года в Кировограде) — украинский гимнаст, серебряный призёр Олимпийских игр 2000 года, Заслуженный мастер спорта Украины (2000).

## Биография
В 1986 году под руководством заслуженного тренера Украины А. Л. Яровинского начал заниматься спортивной гимнастикой в специализированной детско-юношеской школе олимпийского резерва «Надежда». Окончил факультет физического воспитания Луганского государственного педагогического института по специальности «Педагогика и методика среднего образования. Физическое воспитание». Тренировался в спортивном обществе «Динамо» у Анатолия Шемякина.. В 1997 году зачислен в сборную команду Украины.
Победитель Кубка мира среди кадетов в трёх видах программы личного первенства на снарядах (Париж, 1997), серебряный призёр международного турнира «Звёзды мира» в упражнениях на брусьях (Москва); бронзовый призёр Всемирных юношеских игр (Москва, 1998); победитель международного турнира «Звёзды мира» в упражнениях на коне (Москва, 1999); победитель Всемирных летних спортивных игр в командных соревнованиях (Москва, 1999); серебряный призёр в командных соревнованиях на XXVII летних Олимпийских играх (Сидней, 2000); бронзовая медаль чемпионата мира в командных соревнованиях (Гент, Бельгия, 2001); золото чемпионата Украины в многоборье; седьмое место на XXVIII летних Олимпийских играх (Афины, 2004).
Награждён орденом «За заслуги» III степени (2000).